# Boig per tu (cançó)
«Boig per tu» és una cançó de rock català composta per Pep Sala, amb lletra del mateix Sala, de Carles Sabater i de Joan Capdevila, popularitzada pel grup Sau amb Carles Sabater com a cantant. Es va publicar per primer cop l'any 1990, en la vuitena pista del tercer disc del grup, Quina nit, del qual també va ser el tercer single després de «És inútil continuar» i «Envia'm un àngel». S'ha convertit en la cançó més coneguda del grup i en una de les més reeixides de la música en català en general.

## Descripció
El tema de la lletra, estrictament, és una declaració d'amor a la lluna, encara que també es pot entendre com que sigui dedicada a una persona.
Pep Sala, en una entrevista al programa de TVC No me la puc treure del cap dedicat a la cançó, va revelar que la seva estrofa –"Quan no hi siguis al matí, / les llàgrimes es perdran / entre la pluja / que caurà avui"– està inspirada en un fragment de la pel·lícula Blade Runner, on Batty diu a Deckard: "Tots aquests moments es perdran en el temps, com llàgrimes a la pluja. És hora de morir". Sala es va inspirar en la seva dona que havia mort malalta.

## Versions
«Boig per tu» ha estat versionada diversos cops per grups i intèrprets: el tenor Josep Carreras, el cantant Dyango i la cantant gallega Luz Casal, en el seu disc A contraluz. El grup Chocolat va fer el 2013 una adaptació country del tema i un videoclip editats per Picap, la discogràfica de Sau. La cantant Shakira el 2014 va realitzar una versió en català i castellà en el seu disc Shakira. La darrera setmana de març del 2014, la versió en català de Shakira va ser la cançó més viralitzada (compartida i escoltada a través de les xarxes socials) del món.